# Mitxúrinivka
Mitxúrinivka (en (ucraïnès): Мічурінівка, rus: Мичуриновка, Mitxúrinovka) és un poble de la República Autònoma de Crimea a Ucraïna, que el 2014 tenia 166 habitants. Pertany al districte rural de Djankoi.